# Liste der Naturdenkmale in Pfaffenhofen (Württemberg)
| Naturdenkmale | Anzahl |
| ------------- | ------ |
| FND           | 3      |
| END           | 4      |
| Gesamt        | 7      |

Die Liste der Naturdenkmale in Pfaffenhofen nennt die verordneten Naturdenkmale (ND) der im baden-württembergischen Landkreis Heilbronn liegenden Gemeinde Pfaffenhofen. In Pfaffenhofen gibt es insgesamt sieben als Naturdenkmal geschützte Objekte, davon drei flächenhafte Naturdenkmale (FND) und vier Einzelgebilde-Naturdenkmale (END).
Stand: 1. November 2016.

## Flächenhafte Naturdenkmale (FND)
| Name                     | Bild | Kennung     | Einzelheiten | Position | Fläche Hektar | Datum         |
| ------------------------ | ---- | ----------- | ------------ | -------- | ------------- | ------------- |
| Güglinger Hohle          | BW   | 81250810002 | Pfaffenhofen | ⊙        | 0,8           | 18. Juli 1986 |
| Hohlweg im Bühl          | BW   | 81250810006 | Pfaffenhofen | ⊙        | 1,0           | 18. Juli 1986 |
| Weißer Steinbruch        |      | 81250810001 | Pfaffenhofen | ⊙        | 4,0           | 18. Juli 1986 |
| Legende für Naturdenkmal |      |             |              |          |               |               |

## Einzelgebilde (END)
| Name                     | Bild | Kennung     | Einzelheiten                                             | Position | Fläche Hektar | Datum         |
| ------------------------ | ---- | ----------- | -------------------------------------------------------- | -------- | ------------- | ------------- |
| 1 Linde                  | BW   | 81250810004 | Pfaffenhofen Nicht mehr in der LUBW-Datenbank vorhanden. | ⊙        | 0,0           | 18. Juli 1986 |
| 1 Speierling             | BW   | 81250810003 | Pfaffenhofen                                             | ⊙        | 0,0           | 18. Juli 1986 |
| 1 Speierling             | BW   | 81250810007 | Pfaffenhofen                                             | ⊙        | 0,0           | 18. Juli 1986 |
| 1Linde                   | BW   | 81250810005 | Pfaffenhofen                                             | ⊙        | 0,0           | 18. Juli 1986 |
| Legende für Naturdenkmal |      |             |                                                          |          |               |               |